# Метилотрофы

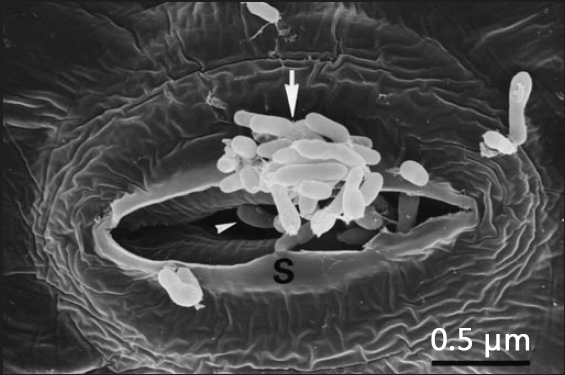
Метилотрофные бактерии Methylobacterium sp. в районе устьичной щели Helianthus annuus L.

Метилотрофы, или Метилобактерии — аэробные или анаэробные бактерии , использующие в качестве источников углерода и энергии окисленные или замещённые производные метана, не имеющие С-С связи (около 50 соединений), но неспособные расти на самом метане. Ростовыми субстратами для метилобактерий служат метанол, метиламин, диметиламин, триметиламин, галометаны (хлорметан и дихлорметан), серосодержащие соединения — метансульфоновая кислота, диметилсульфид и многие другие. Некоторые из этих соединений, например, триметиламин — (СН3)3N, содержат более одного атома углерода, но не имеют С-С связи. Метилобактерии, в отличие от метанотрофов, не имеют сложной системы внутрицитоплазматических мембран (ВЦМ).
По типу питания различают три группы метилобактерий:
- Облигатные — растут только на С1-соединениях;
- Ограниченно-факультативные — используют наряду с С1-субстратами одно или несколько полиуглеродных (Сn) соединений;
- Факультативные — используют, кроме С1-соединений, широкий спектр Сn-соединений.

Также существуют метазотрофы. Это микроорганизмы, способные только окислять, либо ассимилировать, но не расти на С1-соединениях, то есть не могут использовать их одновременно как источник углерода и энергии.
В последние годы установлено, что аэробные метилобактерии повсеместно распространены в природе и вносят жизненно важный вклад в биосферные циклы углерода, азота, фосфора и других биогенных макро- и микроэлементов. Наряду с метанотрофами, метилобактерии являются важнейшим звеном в цепи метаболических превращений летучих С1-соединений, также своеобразным биофильтром на их пути в тропосферу, уменьшающим опасную вероятность истощения озонового слоя Земли. В связи с тем, что растения являются глобальными продуцентами метанола на Земле метилобактерии часто ассоциированы с растениями влияя на их рост и развитие.
Открытые в конце XIX века аэробные метилобактерии долгое время оставались энигматическими объектами, о чём свидетельствовали редкие публикации. Лишь во второй половине XX века основополагающие исследования Дж. Р. Квейла, Л. Затмана, К. Энтони, М. Лидстром и К. Маррелла, открывших новые ферменты и гены путей С1-метаболизма, придали мощный импульс развитию метилотрофии как научного направления.

## Биотехнологическое значение
Доступность метанола как возобновляемого субстрата и успехи в расшифровке биохимической и генетической структуры уникальных путей С1-метаболизма у метилобактерий создали научную основу для промышленной реализации их биотехнологического потенциала.
Метилотрофные микроорганизмы представляют значительный интерес как потенциальные объекты биотехнологии: для производства белка, ферментов, липидов, стеринов, гормонов, антиоксидантов, пигментов, полисахаридов, факторов транспорта железа, первичных и вторичных метаболитов и пр.

## Представители
На сегодняшний день метилотрофы выявлены среди представителей родов: Acidomonas, Afipia, Albibacter, Aminobacter, Amycolatopsis, Ancylobacter, Angulomicrobium, Arthrobacter, Bacillus, Beggiatoa, Beijerinckia, Burkholderia, Flavobacterium, Granulibacter, Hansschlegelia, Hyphomicrobium, Labrys, Methylarcula, Methylibium, Methylobacillus, Methylobacterium, Methylohalomonas, Methyloligella, Methylonatrum, Methylonatrum, Methylophaga, Methylophilus, Methylopila, Methylorhabdus, Methylorosula, Methylotenera, Methyloversatilis, Methylovirgula, Methylovorus, Mycobacterium, Paracoccus, Pseudomonas, Ruegeria, Xanthobacter.